# Sporting Clube de Guadalupe
O Sporting Clube de Guadalupe é um clube português, localizado na freguesia e vila de Guadalupe, concelho de Santa Cruz da Graciosa, Açores. Em 2024/25 o clube disputa o Campeonato de Futebol dos Açores.

## História
Clube Fundado em 1955 com o nome Clube Central Recreativo e Desportivo Sporting Clube de Guadalupe,  por á data da sua fundação ser sede da Filarmônica União Progresso de Guadalupe, que atualmente está sedeada no edifício da Casa do Povo de Guadalupe a poucos metros. Ao longo dos anos as várias direções foram melhorando a sua sede social, o campo de jogos fica atrás da sede, onde decorrem jogos dos três escalões de futebol do clube.

## Títulos
Campeonato de Futebol dos Açores : 1 (2016/17)
AF Angra do Heroísmo 1ª Divisão: 2 (2010/11, 2012/13)